# Isack Hadjar
Isack Alexandre Hadjar (* 28. September 2004 in Paris) ist ein französisch-algerischer Automobilrennfahrer. Er startete 2023 in der FIA-Formel-2-Meisterschaft. Ab der Saison 2025 startet er für die Racing Bulls in der Formel-1-Weltmeisterschaft.

## Karriere
Im Jahr 2015 begann Hadjar mit dem Kartfahren. 2019 startete er seine Formelwagen-Karriere in der Französischen Formel-4-Meisterschaft. Er beendete die Saison nach einem Sieg in Spa-Francorchamps auf dem 7. Platz. Im Jahr darauf kam er nach Ende der Saison auf den dritten Platz, sammelte drei Siege in Le Castellet und fuhr in der Formel-4-Meisterschaft der Vereinigten Arabischen Emirate auf den elften Gesamtrang.
Nach zwei erfolgreichen Jahren in der Formula Regional European Championship und der Formula Regional Asian Championship schaffte er den Sprung in die FIA-Formel-3-Meisterschaft 2022, welche er auf dem vierten Platz in der Gesamtwertung abschloss.
2023 und 2024 fuhr er für Hitech Grand Prix bzw. Campos Grand Prix in der FIA-Formel-2-Meisterschaft, wobei er die Meisterschaft 2024 auf dem zweiten Platz hinter Gabriel Bortoleto beendete.

Am 20. Dezember 2024 wurde bekannt, dass Hadjar in der Formel-1-Weltmeisterschaft 2025 für Racing Bulls starten wird. Er folgt dabei auf Liam Lawson, welcher zum Schwesterteam Red Bull Racing wechselt.

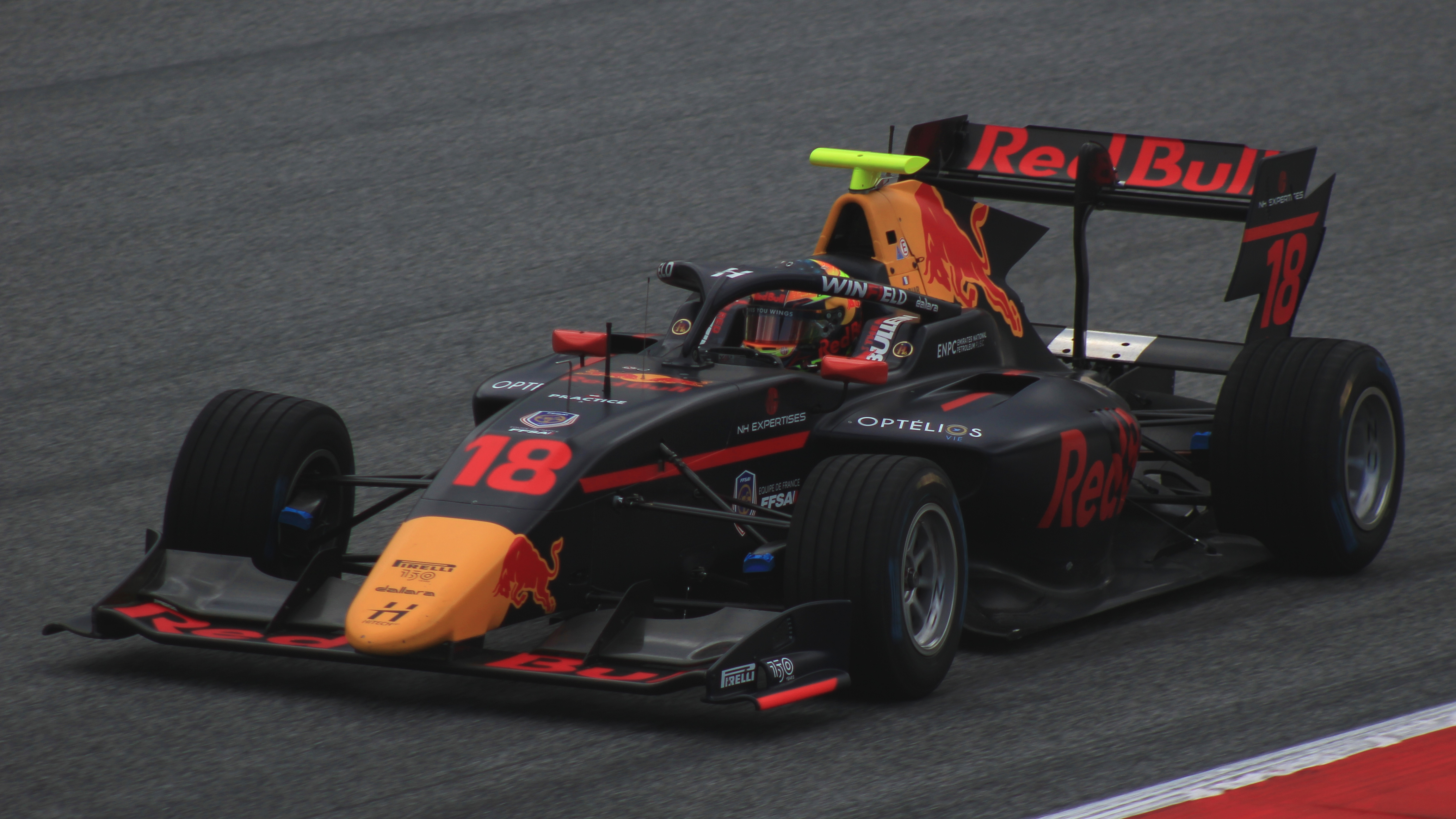
Isack Hadjar 2022 beim Formel-3-Rennen auf dem Red Bull Ring

## Privates
Hadjar besitzt sowohl die französische als auch algerische Staatsbürgerschaft, da seine Eltern aus Algerien stammen.

## Statistik

### Karrierestationen
- 2019: Französische Formel-4-Meisterschaft (Platz 7)
- 2020: Formel-4-Meisterschaft der Vereinigten Arabischen Emirate (Platz 11)
- 2021: Formula Regional European Championship (Platz 5)
- 2022: Formel 3 (Platz 4)
- 2024: Formel 2 (Platz 2)
- 2025: Formel 1

### Statistik in der Formel-1-Weltmeisterschaft
Diese Statistik umfasst alle Teilnahmen des Fahrers an der Formel-1-Weltmeisterschaft.

#### Gesamtübersicht
(Stand: Großer Preis von Ungarn, 3. August 2025)
| Saison | Team                                        | Chassis  | Motor          | Rennen | Siege | Zweiter | Dritter | Poles | schn. Rennrunden | Punkte | WM-Pos. |
| ------ | ------------------------------------------- | -------- | -------------- | ------ | ----- | ------- | ------- | ----- | ---------------- | ------ | ------- |
| 2025   | Visa Cash App Racing Bulls Formula One Team | VCARB 02 | Honda RBPTH002 | 13     | –     | –       | –       | –     | –                | 22     | 13.     |
| Gesamt | Gesamt                                      | Gesamt   | Gesamt         | 13     | –     | –       | –       | –     | –                | 22     |         |

#### Einzelergebnisse
| Saison | 1  | 2 | 3  | 4  | 5  | 6 | 7 | 8 | 9  | 10 | 11  | 12  | 13 | 14 | 15 | 16 | 17 | 18 | 19 | 20 | 21 | 22 | 23 | 24 |
| ------ | -- | - | -- | -- | -- | - | - | - | -- | -- | --- | --- | -- | -- | -- | -- | -- | -- | -- | -- | -- | -- | -- | -- |
| 2025   |    |   |    |    |    |   |   |   |    |    |     |     |    |    |    |    |    |    |    |    |    |    |    |    |
| DNS    | 11 | 8 | 14 | 10 | 11 | 9 | 6 | 7 | 16 | 12 | DNF | 208 | 11 |    |    |    |    |    |    |    |    |    |    |    |

| Legende  | Legende            | Legende                                                          |
| Farbe    | Abkürzung          | Bedeutung                                                        |
| -------- | ------------------ | ---------------------------------------------------------------- |
| Gold     | –                  | Sieg                                                             |
| Silber   | –                  | 2. Platz                                                         |
| Bronze   | –                  | 3. Platz                                                         |
| Grün     | –                  | Platzierung in den Punkten                                       |
| Blau     | –                  | Klassifiziert außerhalb der Punkteränge                          |
| Violett  | DNF                | Rennen nicht beendet (did not finish)                            |
| Violett  | NC                 | nicht klassifiziert (not classified)                             |
| Rot      | DNQ                | nicht qualifiziert (did not qualify)                             |
| Rot      | DNPQ               | in Vorqualifikation gescheitert (did not pre-qualify)            |
| Schwarz  | DSQ                | disqualifiziert (disqualified)                                   |
| Weiß     | DNS                | nicht am Start (did not start)                                   |
| Weiß     | WD                 | zurückgezogen (withdrawn)                                        |
| Hellblau | PO                 | nur am Training teilgenommen (practiced only)                    |
| Hellblau | TD                 | Freitags-Testfahrer (test driver)                                |
| ohne     | DNP                | nicht am Training teilgenommen (did not practice)                |
| ohne     | INJ                | verletzt oder krank (injured)                                    |
| ohne     | EX                 | ausgeschlossen (excluded)                                        |
| ohne     | DNA                | nicht erschienen (did not arrive)                                |
| ohne     | C                  | Rennen abgesagt (cancelled)                                      |
| ohne     | keine WM-Teilnahme |                                                                  |
| sonstige | P/fett             | Pole-Position                                                    |
| sonstige | 1/2/3/4/5/6/7/8    | Punktplatzierung im Sprint-/Qualifikationsrennen                 |
| sonstige | SR/kursiv          | Schnellste Rennrunde                                             |
| sonstige | *                  | nicht im Ziel, aufgrund der zurückgelegten Distanz aber gewertet |
| sonstige | ()                 | Streichresultate                                                 |
| sonstige | unterstrichen      | Führender in der Gesamtwertung                                   |